# Tour de Loire-Atlantique
Le Tour de Loire-Atlantique est une course cycliste française disputée fin mai/début juin dans le département de Loire-Atlantique, en région Pays de la Loire. Elle fait partie du calendrier national de la Fédération française de cyclisme.

## Présentation
Le Tour de Loire-Atlantique voit le jour en 1980. Il est organisé jusqu'en 2000 par l'US Saint-Herblain. Durant cette période, Jean-Cyril Robin, 6e du Tour de France 1998, et le britannique Roger Hammond, 3e de Paris-Roubaix 2004, inscrivent notamment leur nom au palmarès de la course par étapes.
Non disputé pendant dix ans, l'UC Nantes Atlantique relance l'épreuve en 2012 sous le nom de Trophée Loire-Atlantique. En 2015, le Comité départemental de Loire-Atlantique se joint à l'organisation de l'épreuve qui reprend son appellation actuelle.
L’édition 2020 est annulée en raison du contexte sanitaire lié à la pandémie de Covid-19.
L'édition 2021 se tient du 28 au 30 mai 2021.

## Palmarès
| Année                    | Vainqueur            | Deuxième             | Troisième           |             |
| ------------------------ | -------------------- | -------------------- | ------------------- | ----------- |
| Tour de Loire-Atlantique |                      |                      |                     |             |
| 1980                     | Félix Urbain         | Bernard Richard      | Christian Ardouin   |             |
| 1981                     | Gilles Métriau       | Jean-Claude Bougouin | Philippe Denié      |             |
| 1982                     | Gilles Métriau       | Philippe Denié       | Lionel Poret        |             |
| 1983                     | Bernard Richard      | Michel Coignard      | Jean-Pierre Briand  |             |
| 1984                     | Bernard Richard      | Thierry Brischat     | René Taillandier    |             |
| 1985                     | Éric Heulot          | Bernard Richard      | René Taillandier    |             |
| 1986                     | Denis Leproux        | René Taillandier     | Didier Pasgrimaud   |             |
| 1987                     | Jean-Louis Conan     | Éric Heulot          | Claude Moreau       |             |
| 1988                     | Jean-Cyril Robin     | Philippe Peugnet     | Jacky Durand        |             |
| 1989                     | Claude Moreau        | Thierry Bricaud      | Dominique Zamagna   |             |
| 1990                     | Stéphane Galbois     | Marc Savary          | Andy Hurford        |             |
| 1991                     | Dominique Le Bon     | Jean-Marc Rivière    | Frédéric Rouinsard  |             |
| 1992                     | François Urien       | Freddy Arnaud        | Pascal Deramé       |             |
| 1993                     | Nicolas Jalabert     | Freddy Arnaud        | René Taillandier    |             |
| 1994                     | Pascal Deramé        | Frédéric Delalande   | Thierry Bricaud     |             |
| 1995                     | Stéphane Conan       | Gérard Bigot         | Gérald Liévin       |             |
| 1996                     | Freddy Arnaud        | Aidan Duff           | Sébastien Rondeau   |             |
| 1997                     | Roger Hammond        | Florent Brard        | Nicolas Dumont      |             |
| 1998                     | Frédéric Delalande   | Stéphane Corlay      | Brent Aucutt        |             |
| 1999                     | Martial Locatelli    | Stéphane Krafft      | Morten Hegreberg    |             |
| 2000                     | Ivaïlo Gabrovski     | Yuriy Krivtsov       | Stéphane Conan      |             |
| 2001-2011                | Non disputé          | Non disputé          | Non disputé         | Non disputé |
| Trophée Loire-Atlantique |                      |                      |                     |             |
| 2012                     | Benoît Poitevin      | Maxime Le Montagner  | Sylvain Blanquefort |             |
| 2013                     | Erwan Brenterch      | Thomas Girard        | Mathieu Cloarec     |             |
| 2014                     | Sylvain Lopez        | Benoît Sinner        | Jimmy Raibaud       |             |
| Tour de Loire-Atlantique |                      |                      |                     |             |
| 2015                     | Nicolas David        | Thibault Ferasse     | Cyrille Patoux      |             |
| 2016                     | Fabien Schmidt       | Marc Staelen         | Freddie Guilloux    |             |
| 2017,                    | Kévin Perret         | Clément Davy         | Guillaume Gerbaud   |             |
| 2018                     | Karl Patrick Lauk    | Baptiste Constantin  | Thibault Ferasse    |             |
| 2019                     | Stylianós Farantákis | David Boutville      | Maël Boivin         |             |
| 2020                     | annulé               | annulé               | annulé              |             |
| 2021                     | Kévin Le Cunff       | Maxime Jolly         | Corentin Ermenault  |             |
| 2022,                    | Killian Théot        | Florian Rapiteau     | Romain Bacon        |             |
| 2023                     | Adam Mitchell        | Maximillien Provost  | Maxime Rouxel       |             |
| 2024                     | Josh Whitehead       | Louis Hardouin       | Adam Mitchell       |             |